# REGRET (the GazettEの曲)
「REGRET」（リグレット）は、the GazettEの楽曲。流鬼が作詞、the GazettEが作曲を手掛けた。the GazettEの9枚目のシングルとして2006年10月25日発売。

## 概要
バラエティ番組、『やぐちひとり』テーマソング。初回特典は「REGRET」PV付属。2週連続シングルリリースの1枚目。
TBS系ドラマ「3年B組金八先生 第8シリーズ」挿入歌

## 収録曲
1. REGRET 
（作詞:流鬼/作曲:the GazettE）
RUKI原曲。
2. Psychedelic Heroine 
（作詞:流鬼/作曲:the GazettE）
麗原曲。
3. Worthless War 
（作詞:流鬼/作曲:the GazettE）
麗原曲。
「REGRET-Auditory Impression-」のみに収録。